# Роган, Бенжамен де
Бенжамен де Роган, герцог де Фронтене, сеньор де Субиз, известный как герцог де Субиз (1580 или 1583 — 9 октября 1642, Лондон) — французский аристократ из дома де Роган, младший брат герцога Анри II де Рогана, совместно с ним возглавлявший французских протестантов — гугенотов во время их восстания против притеснений со стороны  главного министра короля Людовика XIII,  кардинала Ришельё.

## Биография
Бенжамен де Роган происходил из старинного и знатного рода. Он был младшим сыном Рене II де Рогана (1550—1586) и его жены Екатерины де Партене (1554—1631), одной из образованнейших женщин своей эпохи. Де Роганы исповедовали протестантизм и, в силу родственных связей, был особо приближены к трону Наварры. После того, как король Наварры Генрих де Бурбон в 1589 году взошел на французский престол как Генрих IV, де Роганы, вплоть до рождения у короля сына — будущего Людовика XIII, считались ближайшими наследниками французского престола. Несмотря на то, что для занятия французского престола Генрих Наваррский перешел в католичество, он сохранил также и прекрасные отношения с протестантами. От этого короля юные братья Анри и Бенжамен получили титулы герцога де Роган и герцога де Фронтене соответственно. Однако в дальнейшем Бенжамен де Роган предпочитал пользоваться титулом герцог де Субиз, которого в реальности не имел, являясь только сеньором де Субиз, и именно под этим вымышленным титулом вошел в историю.
В юности Бенжамен воевал в Голландии под началом протестанта Морица Оранского против испанцев. Когда после смерти Генриха IV, его сын, ставший королём Людовиком XIII, приблизил к себе кардинала Ришельё и начались новые гонения на протестантов, братья Роганы подняли восстание на западе страны.
В 1625 году Бенжамен де Роган захватил остров Ре, а также соседний остров Олерон, находящиеся около Атлантического побережья Франции, недалеко от порта Ла-Рошель. На острове Ре Субиз пленил несколько сотен солдат и матросов короля, и, превратив остров в свою базу, отправился оттуда во главе флота к гавани Блаве (современный Порт-Луи), где одержал крупную победу над королевским флотом. Таким образом, флот протестантов стал контролировать значительную часть атлантического побережья Франции, а герцог Субиз стал называть себя «Адмиралом протестантской церкви». Однако вскоре, в том же 1625 году, остров Ре был занят королевскими войсками герцога Шарля де Гиза.
Когда в следующие годы боевые действия усилились, то в ходе осады Ла-Рошели, описанной, в частности, в романе «Три мушкетёра», именно герцог Субиз непосредственно командовал гугенотами, оборонявшими город. Для поддержки Субиза английский полководец герцог Бекингем попытался высадить английский десант на острове Ре, однако это ему не удалось.
После поражения осажденных герцог Субиз выехал в Англию, где и умер. Его брат, главный вдохновитель восстания, и многие другие гугеноты тоже вынуждены были бежать за границу.